# 古城路 (鄂州)
古城路位于湖北省鄂州市鄂城区，是鄂州市市区的主干道之一。

## 概述及历史
古城路为南北走向道路，因该道路中段原为吴王城遗址而得名。古城路于1985年动工兴建，次年铺毛渣石。1987年，建成14米宽的水泥机动车道670米，两侧各铺有3.5米宽的非机动车道，并设6米宽的预制板块人行道。最初建成时，北起明塘路，南至滨湖大道，全长1000米。2000年，鄂州市着手新建古城路濠塘段。

## 主要交汇道路
- 武昌大道
- 文星大道
- 滨湖北路
- 滨湖南路
- 寿昌大道
- 吴都大道

## 路段主要建筑与风景区
- 观音阁公园
- 吴都古肆
- 鄂城区人民政府
- 鄂州市应急管理局
- 鄂州市图书馆旧馆
- 新亚太国际广场
- 湖北省鄂州市鄂城区人民检察院
- 鄂城区教育局
- 鄂州市市民中心
- 洋澜湖
- 湖北省鄂州高中
- 鄂州市司法局
- 洋澜小学